# Hochkalter
Lo Hochkalter è una montagna delle Alpi Centro-occidentali di Berchtesgaden, in Baviera. Con i suoi 2 606,9 m s.l.m. è la quinta più alta della Germania.
Il massiccio dello Hochkalter si trova a ovest del massiccio del Watzmann e, come quest'ultimo, è situato all'interno del parco nazionale di Berchtesgaden. La base principale per le scalate alla vetta è il rifugio Blaueishütte del club alpino tedesco che si trova a un'altitudine di 1.653 metri sotto al Blaueis (lett. "ghiaccio blu") il ghiacciaio più settentrionale delle Alpi.

## Geologia
Il massiccio dello Hochkalter è composto da una miscela di dolomia e calcare, formatasi per sedimentazione nell'oceano Tetide durante l'ultimo stadio del Triassico, 220 milioni di anni fa. Quando si formarono le Alpi, gli strati inclinati di calcare Dachstein (tipico della zona) furono inclinati con un angolo di 30°-40° a causa dei movimenti tettonici delle placche continentali africana ed euroasiatica. Il risultato è chiaramente visibile nel massiccio dello Hochkalter.

### Frane
Sul massiccio dello Hochkalter si sono verificati ripetute frane e cadute di massi. In epoca preistorica, circa 3.500 anni fa, oltre 15 milioni di metri cubi di roccia scivolarono dalla parte superiore della conca del Blaueis fino alla valle. Questi smottamenti crearono lo sbarramento del lago Hintersee. Ancora oggi, i grandi massi erratici nel bosco di Zauberwald (lett. "foresta magica") testimoniano le proporzioni di questo evento. Anche in tempi recenti si sono verificati importanti crolli:
- Il 24 agosto 1908 la vetta dello Hochkalter crollò, cambiando notevolmente l'aspetto e l'altezza della cima. Il volume di roccia distaccata è stimato a 240.000 m³, e il crollo fu avvertito come un terremoto nella valle di Ramsau.

- Il 25 luglio 1954 crollò il secondo pinnacolo del Blaueis.

- Esattamente nove anni dopo, il 25 luglio 1963, il crollo di una colonna sulla Schärtenspitze rese molto più difficile la via di salita sulla parete nord.

- Nel febbraio 1959 diverse centinaia di migliaia di metri cubi di roccia scivolarono dall'area della vetta del Palfelhörner sulla neve sottostante, nelle parti alte della valle del Wimbach.[1]

La fragilità della roccia nella valle del Wimbach è molto evidente, per via delle colate di detriti di grande spessore che ricoprono il fondo della valle.